# Alitta
Genre
Synonymes
- Nereis (Alitta) (Kinberg, 1865)[1]

Alitta est un genre de vers annélides polychètes marins de la famille des Nereididae (communément appelés « vers de sable » et, par les anglophones, sandworms ou ragworms).

## Systématique
Selon le WoRMS ce genre a été créé en 1865 par Johan Kinberg (d),, dès lors que pour BioLib il l'aurait été en 2005 par Torkild Bakken (d) et Robin S. Wilson (d),.

## Liste d'espèces
Selon World Register of Marine Species (20 mai 2021) :
- Alitta acutifolia (Ehlers, 1901)
- Alitta brandti Malmgren, 1865
- Alitta dyamusi (Izuka, 1912)
- Alitta grandis (Stimpson, 1853)
- Alitta plenidentata (Moore, 1909)
- Alitta succinea (Leuckart, 1847)
- Alitta virens (M. Sars, 1835)
- Alitta williami Villalobos-Guerrero & Bakken, 2018

## Publication originale
- (la) J. G. H. Kinberg, « Annulata nova [Continuatio] », Öfversigt af Kongl. Vetenskaps-Akademiens Förhandlingar, Stockholm, Inconnu, vol. 22, no 2,‎ 1865, p. 167-179 (ISSN 1100-4622, OCLC 6303212, lire en ligne).